# Мурашківці
Мурашківці, також "Святі Сіоністи" — релігійний рух євангельських християн святих сіоністів (ЄХСС), заснований в грудні 1932 в с.Воскодави на Рівненщині Іваном Мурашком, який оголосив себе «пророком Іллєю і батьком Сиону».
"Бородачі" – це одна з найвідоміших неофіційних назв, яку використовують для позначення чоловіків-послідовників руху мурашківців. Ця назва виникла саме через обов'язкове носіння бороди дорослими чоловіками у цій релігійній громаді. Для мурашківців борода є не просто елементом зовнішнього вигляду, а глибоким символом віри, який ґрунтується на їхньому тлумаченні біблійних настанов. Вони вважають, що чоловік, створений за образом і подобою Божою, не повинен змінювати свою природну зовнішність, а гоління бороди розцінюється як гріх та непокора Божій волі.

## Засновники
Іван Петрович Мурашко (1891 – близько 1953) – це центральна та ключова фігура в історії релігійного руху, відомого як мурашківці або євангельські християни святі сіоністи (ЄХСС). Він був його засновником, головним ідеологом і лідером, навколо якого і сформувалася ця унікальна громада.
Іван Мурашко народився у 1891 році в селі Размерки Гродненської губернії (нині це територія Білорусі). У 1912 році, як і багато його земляків, він емігрував до США в пошуках заробітку.
Саме в США Мурашко почав активно шукати свою релігійну істину. Спочатку він приєднався до баптистів, а потім перейшов до п'ятидесятників. Ці два напрямки, особливо п'ятидесятництво з його акцентом на "хрещенні Духом Святим", пророцтвах та чудесах, значно вплинули на його подальші релігійні погляди.
У 1925 році Іван Мурашко повернувся на Захід України який на той час входив до складу Польщі. Він намагався очолити вже існуючі п'ятидесятницькі громади, проте, не зумівши цього зробити, вирішив створити власну "нову віру". Це сталося в грудні 1932 року в селі Воскодави на Рівненщині.
Іван Мурашко оголосив себе "пророком Іллею" та "батьком Сіоном", що стало наріжним каменем його вчення та джерелом його беззаперечного авторитету в громаді. Цей крок відрізняв його від більшості протестантських лідерів того часу, які не претендували на статус біблійних пророків.
У 1936-1938 роках Іван Мурашко разом зі своєю дружиною, Ольгою Кирильчук, яку він також проголосив "пророчицею", спробував заснувати "Новий Сіон" на хуторі Зарічиця на Рівненщині. Цей комунальний експеримент зібрав до 500 послідовників. Особливо контроверсійними були ритуали, пов'язані з кров'ю Ольги Кирильчук, що нібито мала спокутувати гріхи.
Навесні 1938 року, через тиск влади та, можливо, внутрішні проблеми, Іван Мурашко та Ольга Кирильчук таємно виїхали до Аргентини. За наявною інформацією, вони прожили там решту свого життя, і Іван Мурашко помер близько 1953 року.
Ольга Кирильчук (народилася в 1885 році в селі Омеляна на Рівненщині) відіграла надзвичайно важливу, якщо не центральну, роль в історії релігійного руху мурашківців (Євангельських християн святих сіоністів, ЄХСС). Вона була не просто послідовницею, а другою ключовою фігурою після засновника Івана Мурашка.
Іван Мурашко оголосив свою дружину Ольгу Кирильчук "пророчицею", що надавало їй особливого сакрального статусу та авторитету в громаді. Вона була невід'ємною частиною "нової віри", їхній союз символізував духовну пару, яка веде "обраний народ".
Ольга Кирильчук разом з Іваном Мурашком була ініціатором та учасником спроби заснувати "Новий Сіон" на хуторі Зарічиця. Її присутність як "пророчиці" була невід'ємною частиною цього проекту зі створення ідеального комунального поселення.

## Історія
20-ті роки ХХ століття були періодом надзвичайно інтенсивних релігійних процесів на Заході України, яка тоді перебувала у складі Польщі. Саме тоді відбулося велике п'ятидесятницьке пробудження, яке дійсно стало каталізатором для зародження як нових, так і часом доволі контроверсійних релігійних рухів, що деякі традиційні церкви розцінювали як "культи" або "єресі".
Віровчення мурашківців зародилося на Заході України у 1930-х роках, її засновником був Іван Петрович Мурашко. Його релігійний шлях був складним. Він пройшов через баптизм, а потім п'ятидесятництво, перш ніж створити власне вчення. Це свідчить про вплив різних протестантських течій на формування його світогляду, але згодом Мурашко інтегрував у них елементи, що стали унікальними для його руху.
Він оголосив себе "пророком Іллею" та "батьком Сіоном", що свідчить про месіанські та пророчі претензії, що стали основою культу особистості лідера. Це відрізняє їх від традиційних протестантських церков, які не визнають нових пророків після біблійних часів.
У 1936-1938 роках Іван Мурашко та Ольга Кирильчук спробували заснувати "Новий Сіон" на хуторі Зарічиця (Рівненська область), зібравши до 500 послідовників. Однак ця спроба не вдалася, і навесні 1938 року Мурашко та Кирильчук таємно втекли до Аргентини, де, за деякими даними, і прожили решту життя.
Незважаючи на значні випробування, особливо в радянський період, коли громади мурашківців були жорстоко репресовані (їх вважали "протидержавними" та "бузувірськими" через їхній містично-екстатичний культ, антимілітаризм та негативне ставлення до колгоспів), віровчення збереглося. Воно передавалося з покоління в покоління, часто в умовах підпілля.
Сьогодні громади ЄХСС, хоч і нечисленні, продовжують існувати, зберігаючи свої унікальні догмати та традиції, що робить їх однією з найцікавіших і найменш вивчених релігійних течій в Україні.
Після розпаду Радянського Союзу, коли релігійні свободи були відновлені, громади мурашківців, які пережили десятиліття репресій, знову змогли відкрито функціонувати. Хоча точна чисельність їхніх послідовників невідома, вони продовжують зберігати свої унікальні віровчення та традиції.
Селище Доброслав Одеської області є одним із найбільших осередком мурашківців в Україні. Ця громада є досить закритою, і її життя регулюється власними правилами, що ґрунтуються на їхньому віровченні.

### Особливості віровчення мурашківців
На відміну від більшості християнських конфесій, які акцентують увагу на Новому Завіті, мурашківці зберегли багато елементів старозавітного закону:
- Суботництво (шаббат). Вони дотримуються суботи як священного дня відпочинку, а не неділі. Це спільна риса з адвентистами сьомого дня, хоча мурашківці не є адвентистами.
- Харчові заборони. Зокрема, заборона на вживання свинини та інших "нечистих" продуктів згідно зі Старим Завітом.
- Особливості зовнішнього вигляду. Чоловіки не голять бороду, вважаючи це біблійною настановою. Жінки носять скромний одяг, покривають голови хустками, не використовують косметики та прикрас.
- Есхатологія (вчення про кінець світу). Для мурашківців характерна віра у швидкий кінець світу та настання Царства Божого, що є важливим стимулом до покаяння та ведення праведного життя.
- Комунальне життя та колективізм. Ідея створення "Нового Сіону" на хуторі Зарічиця свідчить про прагнення до спільного, комунального життя, де всі ресурси та праця ділилися б між членами громади. Це було продиктовано не лише економічними, а й духовними міркуваннями.
- Антимілітаризм. Мурашківці відмовляються брати в руки зброю та служити в армії, що в радянські часи призводило до значних репресій. Це випливає з їхнього пацифістського тлумачення Біблії.